# Jayma Mays
Jayma Suzette Mays (Grundy, Virginia, 16 de julio de 1979) es una actriz y cantante estadounidense. Es conocida por interpretar el papel de Amy Anderson en Paul Blart: Mall Cop, a Lucy en Epic Movie, a Emma Pillsbury en Glee y a Grace Winslow en Los Pitufos y Los Pitufos 2. Así mismo, es hermana de la millonaria empresaria Elizabeth Mays, y, por lo tanto, tía de la modelo y actriz Rachel G. Fox.

## Biografía
Mays nació en Grundy, Virginia el 16 de julio de 1979, hija de los empresarios estadounidenses James Mays y Marie Mays (de soltera Brynwald). Estudió la secundaria en Grundy Senior High School, y luego en la Universidad de Radford donde se graduó en Artes Escénicas en 2001.
En 2004, debutó en televisión al interpretar un personaje en un episodio de la serie Joey. Desde entonces, Mays ha trabajado en diferentes series de televisión como Six Feet Under, How I Met Your Mother, Ghost Whisperer, Entourage, House, Studio 60 on the Sunset Strip, Pushing Daisies, etc. De todos estos trabajos los más importantes fueron los que desempeñó en la serie Héroes con el personaje de Charlie Andrews, y en la serie Ugly Betty con otro personaje llamado coincidentemente Charlie.
Jayma Mays también ha trabajado en varias películas de cine como Red Eye, Banderas de Nuestros Padres (dirigida por Clint Eastwood) y Epic Movie en 2007, donde conoció a su actual esposo Adam Campbell.
Tuvo una aparición en el vídeo del sencillo Awakening de la banda Switchfoot.
Interpretó el personaje de Emma Pillsbury, uno de los personajes principales de la serie de comedia musical Glee. Su personaje fue el de una dulce orientadora de una escuela secundaria, que padecía de un trastorno obsesivo-compulsivo con la higiene, y que estaba enamorada de Will Schuester (Matthew Morrison), el director del coro de la escuela.
En marzo del 2010, Mays actuó en la película Los Pitufos.
Aunque Jayma hizo participaciones especiales en la quinta temporada de Glee, no ha formado parte del reparto regular en la sexta temporada, pero ha aparecido como invitada en la misma temporada.

## Vida personal
Está casada con el actor inglés Adam Campbell desde octubre de 2007.

## Filmografía
| Películas  | Películas                                   | Películas                   | Películas                                                                                        |
| Año        | Título                                      | Papel                       | Notas                                                                                            |
| ---------- | ------------------------------------------- | --------------------------- | ------------------------------------------------------------------------------------------------ |
| 2005       | Vuelo nocturno                              | Cynthia                     |                                                                                                  |
| 2006       | Blind Dating                                | Mandy                       |                                                                                                  |
| 2006       | Flags of Our Fathers                        | Enfermera en Hawái          |                                                                                                  |
| 2007       | Smiley Face                                 | Actriz en la sala de espera |                                                                                                  |
| 2007       | Epic Movie                                  | Lucy                        |                                                                                                  |
| 2007       | Bar Starz                                   | Tiffany                     |                                                                                                  |
| 2008       | Get Smart's Bruce and Lloyd: Out of Control | Nina                        | Película lanzada directamente en DVD                                                             |
| 2009       | Paul Blart: Mall Cop                        | Amy Anderson                |                                                                                                  |
| 2011       | Los Pitufos''                               | Grace Winslow               |                                                                                                  |
| 2013       | Los Pitufos 2                               | Grace Winslow               |                                                                                                  |
| 2015       | Paul Blart: Mall Cop 2                      | Amy Anderson                | Flashback                                                                                        |
| 2020       | Bill & Ted Face the Music                   | Princesa Joanna             |                                                                                                  |
| 2022       | Desencantada                                | Ruby                        |                                                                                                  |
| Televisión |                                             |                             |                                                                                                  |
| Año        | Título                                      | Papel                       | Notas                                                                                            |
| 2004       | Joey                                        | Molly                       | Episodio: "Joey and the Part"                                                                    |
| 2005       | The Comeback                                | Vendedora                   | Episodio: "Valerie Demands Dignity"                                                              |
| 2005       | Six Feet Under                              | Donna                       | Episodio: "The Rainbow of Her Reasons"                                                           |
| 2005—2013  | How I Met Your Mother                       | Encargada del ropero        | Episodio: "Okay Awesome" / "The Time Travelers"                                                  |
| 2005       | Stacked                                     | Brenda                      | Episodio: "Nobody Says I Love You"                                                               |
| 2005       | Entourage                                   | Jennifer                    | Episodio: "Sorry, Ari"                                                                           |
| 2006       | If You Lived Here, You'd Be Home Now        | Sandra                      | Programa de televisión                                                                           |
| 2006       | 30 Even Scarier Movie Moments               | Ella misma                  | Miniseries de Televisión                                                                         |
| 2006       | House M. D.                                 | Hannah                      | Episodio: "Sleeping Dogs Lie"                                                                    |
| 2006       | Studio 60 on the Sunset Strip               | Daphne                      | Episodio: "Pilot"                                                                                |
| 2006       | Entourage                                   | Jennifer                    | Episodio: "Sorry, Ari"                                                                           |
| 2006       | Héroes                                      | Charlie Andrews             | Episodios: "Seven Minutes to Midnight" "Homecoming" "Six Months Ago" "Once Upon a Time in Texas" |
| 2007       | Nice Girls Don't Get the Corner Office      | Angela                      | Programa piloto                                                                                  |
| 2007       | Ugly Betty                                  | Charlie                     | 6 episodios                                                                                      |
| 2007       | Ghost Whisperer                             | Jennifer Billings           | Episodio: "The Underneath"                                                                       |
| 2007       | Pushing Daisies                             | Elsita                      | Episodio: "Pigeon"                                                                               |
| 2007       | Drunk History                               | Annabelle                   | Episodio: "Drunk History Vol. 2.5: Featuring Jack Black"                                         |
| 2008       | Ugly Betty                                  | Charlie                     | Episodios: "Twenty-four Candles", "Betty's Baby Bump"                                            |
| 2008       | Back to You                                 | Shelley                     | Episodio: "Date Night"                                                                           |
| 2009       | Heroes                                      | Charlie Andrews             | Episodios: "Tabula Rasa", "Once Upon a Time in Texas"                                            |
| 2009—2015  | Glee                                        | Emma Pillsbury              | Principal (Temporada 1-3) Recurrente (Temporada 4-5) Invitada (Temporada 6)                      |
| 2013—2014  | The Millers                                 | Debby Miller                | Personaje principal, serie de TV CBS                                                             |
| 2014—2015  | Getting On                                  | Suzy Sasso                  | estrella invitada 5 episodios, serie de TV                                                       |
| 2015       | The Adventures of Puss in Boots             | Dulcinea (voz)              | Personaje principal, serie de TV Netflix                                                         |
| 2015       | Wet Hot American Summer: First Day of Camp  | Jessica                     | 2 episodios                                                                                      |
| 2017-2018  | Trial & Error                               | Carol Anne Keane            | Personaje principal                                                                              |
| 2018       | Great News                                  | Cat                         | Episodio: "Catfight"                                                                             |
| 2021-2022  | United States of Al                         | Cindy                       | Temporada 2                                                                                      |